# Kötési izomer
A szerves kémiában két molekulát kötési izomernek nevezünk, ha azok egymásnak konstitúciós izomerjei, és periciklusos reakcióval egymásba átalakulhatnak.

## Benzol
A benzol C6H6 képletéhez számos kötési izomer megrajzolható: némelyiket eredetileg a benzol szerkezetének javasolták, még mielőtt a tényleges szerkezetet felismerték volna, másokat később elő is állítottak. Némelyik izomerizációval benzollá alakul, de vannak, amelyek más reakciót követnek, vagy nem periciklusos reakcióban izomerizálódnak.

A benzol néhány ismert kötési izomerje
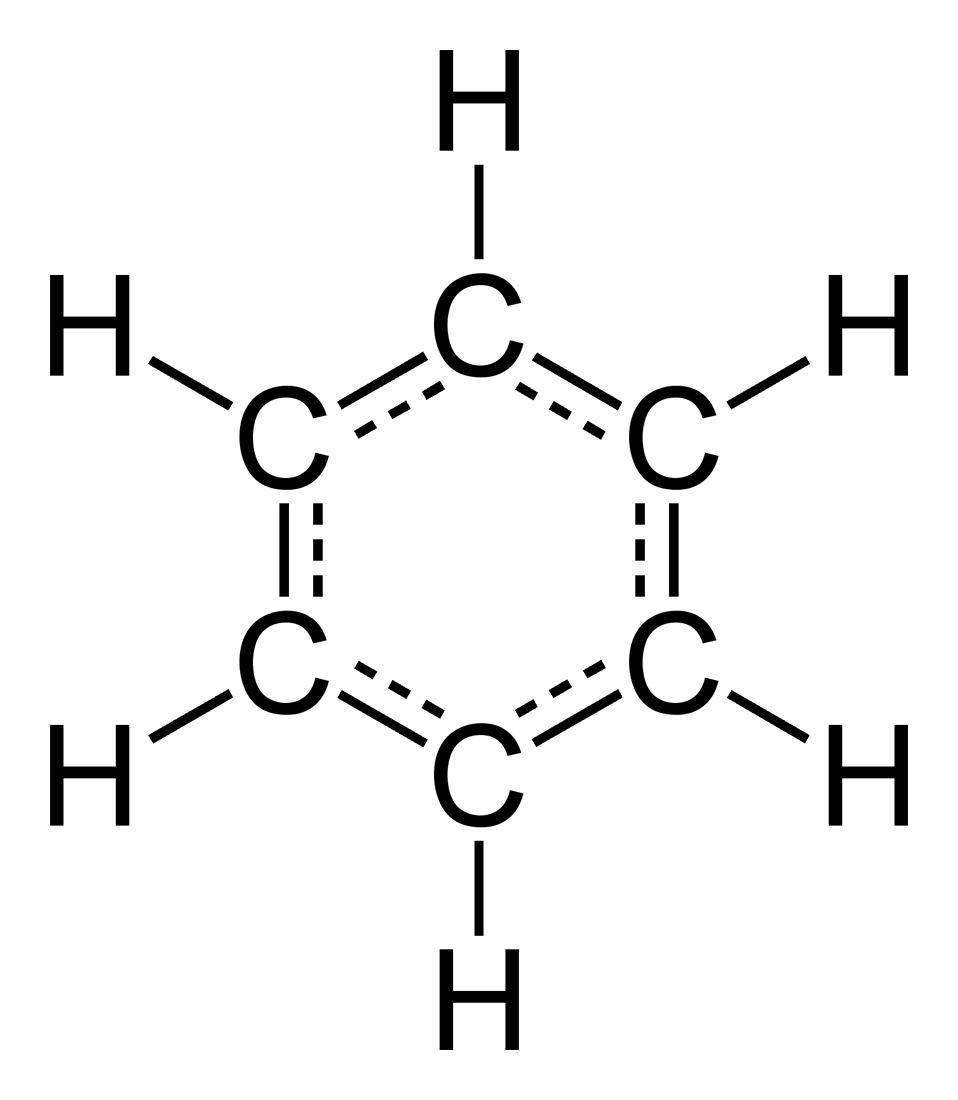
benzol
Dewar-benzol
prizmán
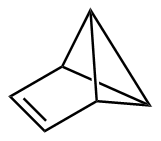
benzvalén
biciklopropenil

## Ciklooktatetraén
Nem csak a benzolnak vannak kötési izomerjei, ilyenek a (CH)8 sorozatban is léteznek. A molekulát alkotó egységek nagyobb száma miatt a lehetséges izomerek száma is nagyobb, legalább 21:

A ciklooktatetraén kötési izomerjei
ciklooktatetraén (COT)
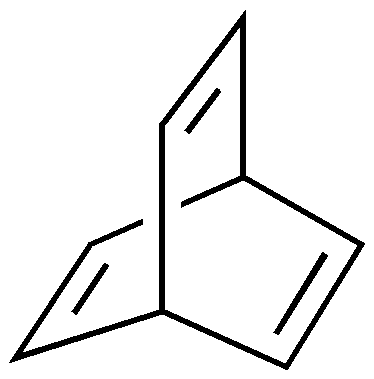
barrelén
kubán
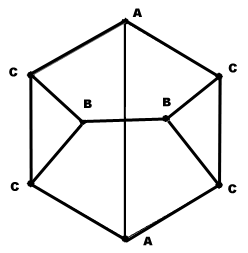
kuneán
szemibullvalén
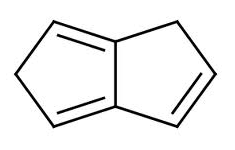
1,5-dihidropentalén
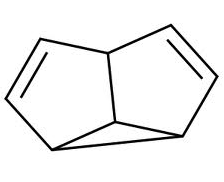
2a,2b,4a,4b-tetrahidrociklopropa[cd]pentalén
biciklo[4.2.0]okta-2,4,7-trién. A COT tautomerje termikus 6e vagy fotokémiai 4e folyamatokban[3][4][5]
triciklo[3,3,0,02,6]okta-3,8-dién. −60 °C-on stabil, szobahőmérsékleten szemibullvalénné izomerizálódik[6][7][8][9]
triciklo[4,2,0,02,5]okta-3,7-dién. A ciklobutadién dimerjének cisz és transz izomerje létezik, 140 °C-on 20 perces felezési idővel mindkettő COT-vé izomerizálódik (az átalakulás szimmetria tiltott, ezért az izomerek relatíve stabilak)[10]
A tetraciklo[3,3,0,02,4,03,6] okta-7-énnek csak a 4-karbometoxi származéka ismert[11]
A tetraciklo[4,2,0,02,4,03,5] okta-7-ént benzvalénból állították elő, COT-vé izomerizálódik[12]
A pentaciklo[5.1.0.02,4.03,5.06,8]oktán (oktabiszvalén) a harmadik telített kötési izomer. (Z)-3,7-fenilszulfonil származéka 200 °C-ig stabil[13]
Beszámoltak a triciklo[5.1.0.02,8]okta-3,5-dién (oktavalén) homobenzvalénből történő szintéziséről, a vegyület 50 °C-on COT-vé izomerizálódik[14][15]

## Naftalin és azulén
A színtelen naftalin és az intenzív ibolya színű azulén két, egymástól nagyon eltérő megjelenésű kötési izomer.

A naftalin kötési izomerjei
naftalin
azulén

## Benzol-oxid és oxepin

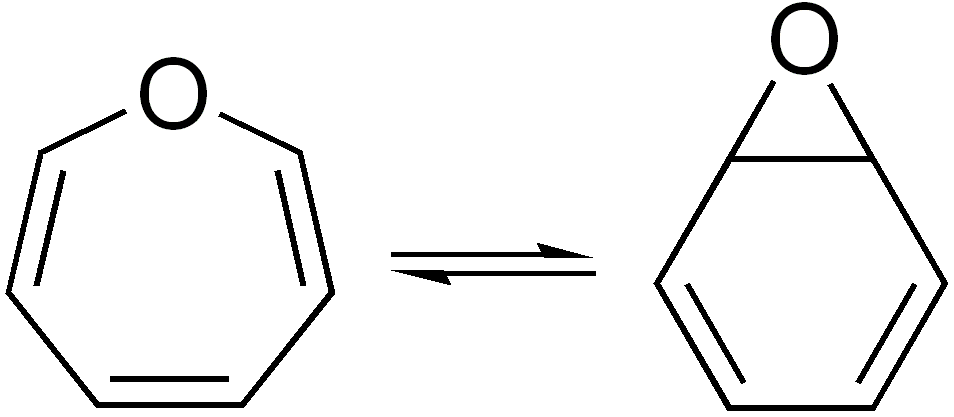
A benzol-oxid dinamikus egyensúlyban van kötési izomerjével, az oxepinnel

## Fordítás
- Ez a szócikk részben vagy egészben  a   Valence isomer című angol Wikipédia-szócikk ezen változatának fordításán alapul.  Az eredeti cikk szerkesztőit annak laptörténete sorolja fel. Ez a jelzés csupán a megfogalmazás eredetét és a szerzői jogokat jelzi, nem szolgál a cikkben szereplő információk forrásmegjelöléseként.